# هرمن (تنسی)
هرمن(به انگلیسی: Harriman) شهری در ایالت تنسی کشور ایالات متحده آمریکا است که جمعیت آن در سرشماری سال ۲۰۱۰ میلادی، ۶٬۳۵۰ نفر بوده‌است.